# NGC 6
NGC 6 o NGC 20 és una galàxia lenticular a la constel·lació d'Andròmeda. Té doble entrada al Nou Catàleg General; tant es pot anomenar NGC 20 com NGC 6.